# Liste der Olympiasieger im Fußball/Medaillengewinner
Diese Liste ist Teil der Liste der Olympiasieger im Fußball. Sie listet alle Sieger, zweit- und drittplatzierten Mannschaften mit dem vollständigen Kader der bisherigen olympischen Fußballturniere auf.
Die Fußballturniere von 1900 und 1904 werden vom IOC voll anerkannt – die FIFA ordnet sie als Demonstrationssportarten bei den Olympischen Spielen ein, weil nur Clubmannschaften teilgenommen hatten. Die Olympischen Zwischenspiele 1906 besitzen jedoch keinen offiziellen Status beim IOC.

## Wettbewerbe
| Olympia  | Gold | Silber | Bronze | Bronze |
| -------- | --- | --- | --- | --- |
| [1] 1900 | Upton Park FCClaude Buckenham Tom Burridge Alfred Chalk William Grosling Henry Haslam James Jones (TW) John Nicholas William Quash Fred Spackman Richard Turner James Zealey | Club Français ParisPierre Allemane Louis Bach Alfred Bloch Fernand Canelle R. Duparc Eugène Fraysse Virgile Gaillard Georges Garnier René Grandjean Lucien Huteau (TW) Marcel Lambert Maurice Macaire Gaston Peltier | Belgische AuswahlMarius Delbecque Hendrik van Heuckelum () Raul Kelecom Marcel Leboutte (TW) Lucien Londot Ernest Moreau de Melen Eugène Neefs Gustave Pelgrims Alphonse Renier Hilaire Spannoghe Eric Thornton () | Belgische AuswahlMarius Delbecque Hendrik van Heuckelum () Raul Kelecom Marcel Leboutte (TW) Lucien Londot Ernest Moreau de Melen Eugène Neefs Gustave Pelgrims Alphonse Renier Hilaire Spannoghe Eric Thornton () |
| 1904     | Galt FCOtto Christman George Ducker John Fraser John Gourlay Alexander Hall Albert Henderson Albert Johnston Robert Lane Ernest Linton (TW) Gordon McDonald Frederick Steep Thomas Taylor William Twaits | Christian Brothers’ CollegeCharles Bartliff Warren Brittingham Oscar Brockmeyer Alexander Cudmore Charles January John January Thomas January Raymond Lawler Joseph Lydon Louis Menges (TW) Peter Ratican | St. Rose School of St. LouisJoseph Brady George Edwin Cooke Thomas Cooke Cormic Cosgrove Edward Dierkes Martin Dooling Frank Frost (Torwart) Claude Jameson Henry Jameson Johnson Leo O’Connell Harry Tate | St. Rose School of St. LouisJoseph Brady George Edwin Cooke Thomas Cooke Cormic Cosgrove Edward Dierkes Martin Dooling Frank Frost (Torwart) Claude Jameson Henry Jameson Johnson Leo O’Connell Harry Tate |
| [2] 1906 | KopenhagenAage Andersen Viggo Andersen (TW) Charles Buchwald Holger Frederiksen Hjalmar Heerup August Lindgren Oskar Nørland Parmo Perslev Peder Pedersen Henry Rambusch Stefan Rasmussen | SmyrnaEdwin Charnaud (TW) Percy de la Fontaine Edward Giraud Jim Girard Henry Joly Zaret Couyoumdjian Albert Whittal Donald Whittal Edward Whittal Godfrey Whittal Herbert Whittal | Omilos Filomouson ThessalonikiJohn Abbot Andonios Karayanidis John Kirou Dimitrios Militsopoulos Nikolaos Pendakis Nikolaos Pindos John Saridakis George Soririadis Andonios Tegos George Vaporis (TW) Vasilios Zarkadis | Omilos Filomouson ThessalonikiJohn Abbot Andonios Karayanidis John Kirou Dimitrios Militsopoulos Nikolaos Pendakis Nikolaos Pindos John Saridakis George Soririadis Andonios Tegos George Vaporis (TW) Vasilios Zarkadis |
| 1908     | GroßbritannienHorace Bailey (TW) Arthur Berry Frederick Chapman Walter Corbett Harold Hardman Robert Hawkes Kenneth Hunt Herbert Smith Harry Stapley Clyde Purnell Vivian Woodward | DänemarkMarius Andersen Harald Bohr Charles Buchwald Ludvig Drescher (TW) Johannes Gandil Harald Hansen August Lindgren Kristian Middelboe Nils Middelboe Sophus Nielsen Oskar Nørland Bjørn Rasmussen Vilhelm Wolfhagen | NiederlandeReinier Beeuwkes (TW) Frans de Bruyn Kops Karel Heijting Jan Kok Bok de Korver Miel Mundt Louis Otten Jops Reeman Edu Snethlage Ed Sol Jan Thomée Caius Welcker | NiederlandeReinier Beeuwkes (TW) Frans de Bruyn Kops Karel Heijting Jan Kok Bok de Korver Miel Mundt Louis Otten Jops Reeman Edu Snethlage Ed Sol Jan Thomée Caius Welcker |
| 1912     | GroßbritannienArthur Berry Ronald Brebner (TW) Thomas Burn Joseph Dines Edward Hanney Gordon Hoare Arthur Knight Horace Littlewort Douglas McWhirter Ivan Sharpe Harold Stamper Harold Walden Vivian Woodward Gordon Wright | DänemarkPaul Berth Charles Buchwald Hjalmar Christoffersen Harald Hansen Sophus Hansen (TW) Emil Jørgensen Ivar Lykke Nils Middelboe Sophus Nielsen Poul Nielsen Oskar Nørland Anton Olsen Axel Petersen Axel Thufason Vilhelm Wolfhagen | NiederlandePiet Bouman Joop Boutmy Nicolaas Bouvy Jan van Breda Kolff Cees ten Cate Constant Feith Gé Fortgens Just Göbel (TW) Huug de Groot Bok de Korver Dirk Lotsy Jan van der Sluis Jan Vos David Wijnveldt Nico de Wolf | NiederlandePiet Bouman Joop Boutmy Nicolaas Bouvy Jan van Breda Kolff Cees ten Cate Constant Feith Gé Fortgens Just Göbel (TW) Huug de Groot Bok de Korver Dirk Lotsy Jan van der Sluis Jan Vos David Wijnveldt Nico de Wolf |
| 1920     | BelgienJan De Bie (TW) Félix Balyu Désiré Bastin Mathieu Bragard Robert Coppée André Fierens Émile Hanse Georges Hebdin Henri Larnoe Joseph Musch Fernand Nizot Armand Swartenbroeks Louis Van Hege Oscar Verbeeck | SpanienDomingo Gómez-Acedo Patricio Arabolaza Juan Artola Mariano Arrate José María Belausteguigoitia Sabino Bilbao Ramón Eguiazábal Ramón Gil Silverio Izaguirre Pedro Vallana Luis Otero Francisco Pagazaurtundúa Pichichi Josep Samitier Agustín Sancho Félix Sesúmaga Joaquín Vázquez Ricardo Zamora (TW)                                                           | NiederlandeArie Bieshaar Leo Bosschart Evert Bulder Jaap Bulder Jan van Dort Harry Dénis Ber Groosjohan Felix von Heijden Frits Kuipers Jan de Natris Dick MacNeill (TW) Oscar van Rappard Henk Steeman Ben Verweij | NiederlandeArie Bieshaar Leo Bosschart Evert Bulder Jaap Bulder Jan van Dort Harry Dénis Ber Groosjohan Felix von Heijden Frits Kuipers Jan de Natris Dick MacNeill (TW) Oscar van Rappard Henk Steeman Ben Verweij |
| 1924     | UruguayJosé Leandro Andrade Pedro Arispe José Pedro Cea Alfredo Ghierra Andrés Mazzali (TW) José Nasazzi José Naya Pedro Petrone Ángel Romano Héctor Scarone Humberto Tomassina Santos Urdinarán José Vidal Alfredo Zibechi | SchweizMax Abegglen Félix Bédouret Walter Dietrich Karl Ehrenbolger Paul Fässler Edmond Kramer Adolfo Mengotti August Oberhauser Robert Pache Aron Pollitz Hans Pulver (TW) Rudolf Ramseyer Adolphe Reymond Paul Schmiedlin Paul Sturzenegger | SchwedenAxel Alfredsson Charles Brommesson Gustaf Carlson Albin Dahl Sven Friberg Fritjof Hillén Konrad Hirsch Gunnar Holmberg Per Kaufeldt Tore Keller Rudolf Kock Sigfrid Lindberg (TW) Sven Lindqvist Evert Lundquist Sten Mellgren Sven Rydell Harry Sundberg Torsten Svensson | SchwedenAxel Alfredsson Charles Brommesson Gustaf Carlson Albin Dahl Sven Friberg Fritjof Hillén Konrad Hirsch Gunnar Holmberg Per Kaufeldt Tore Keller Rudolf Kock Sigfrid Lindberg (TW) Sven Lindqvist Evert Lundquist Sten Mellgren Sven Rydell Harry Sundberg Torsten Svensson |
| 1928     | UruguayJosé Leandro Andrade Pedro Arispe Juan Arremón René Borjas Adhemar Canavesi Héctor Castro Antonio Cámpolo José Pedro Cea Lorenzo Fernández Roberto Figueroa Álvaro Gestido Andrés Mazzali (TW) José Nasazzi Juan Píriz Pedro Petrone Héctor Scarone Santos Urdinarán | ArgentinienLudovico Bidoglio Ángel Bossio (TW) Saúl Calandra Alfredo Carricaberry Roberto Cherro Octavio Díaz Juan Evaristo Manuel Ferreira Enrique Gainzarain Luis Monti Ángel Médici Raimundo Orsi Rodolfo Orlandini Fernando Paternóster Feliciano Perducca Domingo Tarasconi                                                                                        | Königreich ItalienAdolfo Baloncieri Elvio Banchero Delfo Bellini Fulvio Bernardini Umberto Caligaris Gianpiero Combi (TW) Attilio Ferraris Pietro Genovesi Antonio Janni Virgilio Felice Levratto Mario Magnozzi Alfredo Pitto Silvio Pietroboni Giovanni De Prà Enrico Rivolta Virginio Rosetta Gino Rossetti Angelo Schiavio                                                         | Königreich ItalienAdolfo Baloncieri Elvio Banchero Delfo Bellini Fulvio Bernardini Umberto Caligaris Gianpiero Combi (TW) Attilio Ferraris Pietro Genovesi Antonio Janni Virgilio Felice Levratto Mario Magnozzi Alfredo Pitto Silvio Pietroboni Giovanni De Prà Enrico Rivolta Virginio Rosetta Gino Rossetti Angelo Schiavio                                                         |
| 1936     | Königreich ItalienGiuseppe Baldo Sergio Bertoni Carlo Biagi Giulio Cappelli Alfredo Foni Annibale Frossi Francesco Gabriotti Mario Giani Carlo Girometta Adolfo Giuntoli Ugo Locatelli Libero Marchini Alfonso Negro Mario Nicolini Lamberto Petri Achille Piccini Sandro Puppo Pietro Rava Luigi Scarabello Corrado Tamietti Paolo Vannucci Bruno Venturini                        | ÖsterreichFranz Fuchsberger Max Hofmeister Karl Kainberger Eduard Kainberger (TW) Martin Kargl Josef Kitzmüller Ernst Künz Anton Krenn Adolf Laudon Franz Mandl Klement Steinmetz Karl Wallmüller Walter Werginz | NorwegenArne Brustad Nils Eriksen Odd Frantzen Sverre Hansen Rolf Holmberg Øivind Holmsen Fredrik Horn Magnar Isaksen Henry Johansen (TW) Jørgen Juve Reidar Kvammen Magdalon Monsen Alf Martinsen Frithjof Ulleberg | NorwegenArne Brustad Nils Eriksen Odd Frantzen Sverre Hansen Rolf Holmberg Øivind Holmsen Fredrik Horn Magnar Isaksen Henry Johansen (TW) Jørgen Juve Reidar Kvammen Magdalon Monsen Alf Martinsen Frithjof Ulleberg |
| 1948     | SchwedenSune Andersson Henry Carlsson Gunnar Gren Börje Leander Torsten Lindberg (TW) Nils Liedholm Bertil Nordahl Gunnar Nordahl Knut Nordahl Erik Nilsson Birger Rosengren Kjell Rosén | JugoslawienAleksandar Atanacković Stjepan Bobek Miroslav Brozović Željko Čajkovski Zlatko Čajkovski Zvonimir Cimermančić Miodrag Jovanović Ljubomir Lovrić (TW) Prvoslav Mihajlović Rajko Mitić Branko Stanković Franjo Šoštarić Kosta Tomašević Bernard Vukas Franjo Wölfl                                                                                             | DänemarkJohn Hansen Karl Aage Hansen Hans Viggo Jensen Tage Ivan Jensen Knud Lundberg Ejgil Nielsen (TW) Dion Ørnvold Knud Børge Overgaard Karl Aage Præst Axel Pilmark Johannes Pløger Holger Seebach Jørgen Leschly Sørensen | DänemarkJohn Hansen Karl Aage Hansen Hans Viggo Jensen Tage Ivan Jensen Knud Lundberg Ejgil Nielsen (TW) Dion Ørnvold Knud Børge Overgaard Karl Aage Præst Axel Pilmark Johannes Pløger Holger Seebach Jørgen Leschly Sørensen |
| 1952     | UngarnJózsef Bozsik László Budai Jenő Buzánszky Lajos Csordás Zoltán Czibor Jenő Dalnoki Gyula Grosics (TW) Nándor Hidegkuti Sándor Kocsis Imre Kovács Mihály Lantos Gyula Lóránt Péter Palotás Ferenc Puskás József Zakariás | JugoslawienVladimir Beara (TW) Stjepan Bobek Vujadin Boškov Tomislav Crnković Zlatko Čajkovski Ivica Horvat Rajko Mitić Tihomir Ognjanov Branko Stanković Bernard Vukas Branko Zebec | SchwedenOlof Ahlund Sylve Bengtsson Yngve Brodd Bengt Gustavsson Holger Hansson Gösta Lindh Gösta Löfgren Erik Nilsson Ingvar Rydell Gösta Sandberg Lennart Samuelsson Karl Svensson (TW) | SchwedenOlof Ahlund Sylve Bengtsson Yngve Brodd Bengt Gustavsson Holger Hansson Gösta Lindh Gösta Löfgren Erik Nilsson Ingvar Rydell Gösta Sandberg Lennart Samuelsson Karl Svensson (TW) |
| 1956     | SowjetunionAnatoli Baschaschkin Joschef Beza Anatoli Iljin Anatoli Issajew Walentin Iwanow Lew Jaschin (TW) Boris Kusnezow Anatoli Masljonkin Igor Netto Michail Ogonkow Alexei Paramonow Boris Rasinski (TW) Wladimir Ryschkin Sergei Salnikow Nikita Simonjan Eduard Strelzow Boris Tatuschin Nikolai Tischtschenko                                                               | JugoslawienSava Antić Ibrahim Biogradlić Dobrosav Krstić Mladen Koščak Luka Liposinović Muhamed Mujić Zlatko Papec Petar Radenković (TW) Nikola Radović Ivan Santec Dragoslav Šekularac Ljubiša Spajić Todor Veselinović Blagoja Vidinić (TW) | BulgarienStefan Boschkow Todor Diew Georgi Dimitrow Miko Goranow Krum Janew Jordan Jossifow (TW) Iwan Kolew Nikola Kowatschew Manol Manolow Dimitar Milanow Georgi Najdenow (TW) Panajot Panajotow Kiril Rakarow Gawril Stojanow | BulgarienStefan Boschkow Todor Diew Georgi Dimitrow Miko Goranow Krum Janew Jordan Jossifow (TW) Iwan Kolew Nikola Kowatschew Manol Manolow Dimitar Milanow Georgi Najdenow (TW) Panajot Panajotow Kiril Rakarow Gawril Stojanow |
| 1960     | JugoslawienAndrija Anković Vladimir Durković Milan Galić Fahrudin Jusufi Tomislav Knez Aleksandar Kozlina Bora Kostić Dušan Maravić Željko Matuš Željko Perušić Novak Roganović Velimir Sombolac Milutin Šoškić (TW) Silvester Takač Blagoja Vidinić (TW) Ante Žanetić | DänemarkPoul Andersen John Danielsen Henning Enoksen Henry From (TW) Bent Hansen Poul Jensen Hans Christian Nielsen Flemming Nielsen Harald Nielsen Poul Pedersen Jørn Sørensen Tommy Troelsen | UngarnFlórián Albert Jenő Dalnoki Zoltán Dudás János Dunai Lajos Faragó (TW) János Göröcs Ferenc Kovács Dezső Novák Pál Orosz Tibor Pál Gyula Rákosi Imre Sátori Ernő Solymosi Gábor Török (TW) Pál Várhidi Oszkár Vilezsál | UngarnFlórián Albert Jenő Dalnoki Zoltán Dudás János Dunai Lajos Faragó (TW) János Göröcs Ferenc Kovács Dezső Novák Pál Orosz Tibor Pál Gyula Rákosi Imre Sátori Ernő Solymosi Gábor Török (TW) Pál Várhidi Oszkár Vilezsál |
| 1964     | UngarnFerenc Bene Tibor Csernai Antal Dunai János Farkas József Gelei (TW) Kálmán Ihász Sándor Katona Benő Káposzta Antal Szentmihályi (TW) Imre Komora György Nagy István Nagy Ferenc Nógrádi Károly Palotai Dezső Novák Pal Okosz Árpád Orbán Gusztáv Szepesi Zoltán Varga | TschechoslowakeiJán Brumovský Ludovít Cvetler Ján Geleta František Knebort Karel Knesl Karel Lichtnégl Vojtech Masný Štefan Matlák Ivan Mráz Karel Nepomucký Zdeněk Pičman František Schmucker (TW) Anton Švajlen (TW) Anton Urban František Valošek Josef Vojta Vladimír Weiss                                                                                         | DeutschlandGerd Backhaus Wolfgang Barthels Bernd Bauchspieß Gerhard Körner Otto Fräßdorf Henning Frenzel Dieter Engelhardt Herbert Pankau Manfred Geisler Jürgen Heinsch (TW) Klaus Lisiewicz Jürgen Nöldner Peter Rock Klaus-Dieter Seehaus Hermann Stöcker Werner Unger Klaus Urbanczyk Eberhard Vogel Manfred Walter Horst Weigang (TW)                                             | DeutschlandGerd Backhaus Wolfgang Barthels Bernd Bauchspieß Gerhard Körner Otto Fräßdorf Henning Frenzel Dieter Engelhardt Herbert Pankau Manfred Geisler Jürgen Heinsch (TW) Klaus Lisiewicz Jürgen Nöldner Peter Rock Klaus-Dieter Seehaus Hermann Stöcker Werner Unger Klaus Urbanczyk Eberhard Vogel Manfred Walter Horst Weigang (TW)                                             |
| 1968     | UngarnIstván Básti Antal Dunai Lajos Dunai Károly Fatér (TW) László Fazekas István Juhász László Keglovich Lajos Kocsis Iván Menczel László Nagy Ernő Noskó Dezső Novák Miklós Páncsics István Sárközi Lajos Szűcs | BulgarienGeorgi Christakiew Atanas Michajlow Kiril Christow Jantscho Dimitrow Asparuch Nikodimow Milko Gajdarski Iwajlo Georgiew Atanas Gerow Michail Gjonin Kiril Iwkow Georgi Iwanow Ewgeni Jantschowski Stojan Jordanow (TW) Asparuch Nikodimow Iwan Safirow Petar Schekow Georgi Wassilew Zwetan Wesselinow                                                         | JapanKunishige Kamamoto Mitsuo Kamata Hiroshi Katayama Yasuyuki Kuwahara Ikuo Matsumoto Masakatsu Miyamoto Teruki Miyamoto Takaji Mori Aritatsu Ogi Ryūichi Sugiyama Masashi Watanabe Shigeo Yaegashi Yoshitada Yamaguchi Kenzō Yokoyama (TW) | JapanKunishige Kamamoto Mitsuo Kamata Hiroshi Katayama Yasuyuki Kuwahara Ikuo Matsumoto Masakatsu Miyamoto Teruki Miyamoto Takaji Mori Aritatsu Ogi Ryūichi Sugiyama Masashi Watanabe Shigeo Yaegashi Yoshitada Yamaguchi Kenzō Yokoyama (TW) |
| 1972     | PolenZygmunt Anczok Lesław Ćmikiewicz Kazimierz Deyna Robert Gadocha Jerzy Gorgoń Zbigniew Gut Andrzej Jarosik Kazimierz Kmiecik Hubert Kostka (TW) Jerzy Kraska Grzegorz Lato Włodzimierz Lubański Zygmunt Maszczyk Joachim Marx Marian Ostafiński Marian Szeja (TW) Antoni Szymanowski Zygfryd Szołtysik Ryszard Szymczak                                                         | UngarnLászló Bálint István Básti László Branikovits Antal Dunai Ede Dunai István Géczi (TW) Péter Juhász Lajos Kocsis József Kovács Mihály Kozma Lajos Kü Miklós Páncsics Imre Rapp (TW) Ádám Rothermel (TW) Lajos Szűcs Kálmán Tóth Béla Várady Péter Vépi Csaba Vidács                                                                                                | SowjetunionArkadi Andreasjan Oleh Blochin Murtas Churzilawa Rewas Dsodsuaschwili Jurij Istomyn Andrei Jakubik Jurij Jelissjejew Gennadi Jewrjuschichin Wolodymyr Kaplytschnyj Wiktor Kolotow Anatolij Kuksow Jewgeni Lowtschew Sergei Olschanski Wolodymyr Onyschtschenko Wolodymyr Pilhuj (TW) Jewgeni Rudakow (TW) Howhannes Sanasanjan Wjatscheslaw Semenow József Szabó            | DDRBernd Bransch Jürgen Croy (TW) Peter Ducke Frank Ganzera Reinhard Häfner Harald Irmscher Hans-Jürgen Kreische Lothar Kurbjuweit Jürgen Pommerenke Dieter Schneider (TW) Ralf Schulenberg Wolfgang Seguin Jürgen Sparwasser Joachim Streich Axel Tyll Eberhard Vogel Siegmar Wätzlich Konrad Weise Manfred Zapf                                                                      |
| 1976     | DDRBernd Bransch Jürgen Croy (TW) Hans-Jürgen Dörner Hans-Ulrich Grapenthin (TW) Wilfried Gröbner Reinhard Häfner Gert Heidler Martin Hoffmann Gerd Kische Lothar Kurbjuweit Reinhard Lauck Wolfram Löwe Hans-Jürgen Riediger Dieter Riedel Hartmut Schade Gerd Weber Konrad Weise                                                                                                  | PolenJan Benigier Lesław Ćmikiewicz Kazimierz Deyna Jerzy Gorgoń Henryk Kasperczak Kazimierz Kmiecik Grzegorz Lato Zygmunt Maszczyk Piotr Mowlik (TW) Roman Ogaza Wojciech Rudy Andrzej Szarmach Antoni Szymanowski Jan Tomaszewski (TW) Henryk Wawrowski Henryk Wieczorek Władysław Żmuda                                                                              | SowjetunionWladimir Astapowski (TW) Oleh Blochin Leonid Burjak Wladimir Fjodorow Mychajlo Fomenko Wiktor Kolotow Anatolij Konkow Wiktor Matwijenko Alexander Minajew Leonid Nasarenko Wolodymyr Onyschtschenko Alexander Prochorow (TW) Dawit Qipiani Stefan Reschko Wiktor Swjahinzew Wolodymyr Troschkin Wolodymyr Weremejew                                                         | SowjetunionWladimir Astapowski (TW) Oleh Blochin Leonid Burjak Wladimir Fjodorow Mychajlo Fomenko Wiktor Kolotow Anatolij Konkow Wiktor Matwijenko Alexander Minajew Leonid Nasarenko Wolodymyr Onyschtschenko Alexander Prochorow (TW) Dawit Qipiani Stefan Reschko Wiktor Swjahinzew Wolodymyr Troschkin Wolodymyr Weremejew                                                         |
| 1980     | TschechoslowakeiJan Berger František Kunzo Verner Lička Luděk Macela Josef Mazura Petr Němec Jaroslav Netolička (TW) Lubomír Pokluda Libor Radimec Oldřich Rott Zdeněk Rygel Stanislav Seman (TW) Zdeněk Šreiner František Štambacher Jindřich Svoboda Rostislav Václavíček Ladislav Vízek                                                                                          | DDRFrank Baum Jürgen Bähringer Lothar Hause Bernd Jakubowski (TW) Dieter Kühn Matthias Liebers Matthias Müller Wolf-Rüdiger Netz Werner Peter Bodo Rudwaleit (TW) Rüdiger Schnuphase Wolfgang Steinbach Frank Terletzki Andreas Trautmann Norbert Trieloff Frank Uhlig Artur Ullrich                                                                                    | SowjetunionSergei Andrejew Serhij Baltatscha Wolodymyr Bessonow Wagis Chidijatulin Rinat Dassajew (TW) Waleri Gassajew Juri Gawrilow Sergei Nikulin Choren Howhannisjan Wolodymyr Pilhuj (TW) Alexander Prokopenko Oleg Romanzew Sergei Schawlo Tengis Sulakwelidse Rewas Tschelebadse Fjodor Tscherenkow Aleksandre Tschiwadse                                                        | SowjetunionSergei Andrejew Serhij Baltatscha Wolodymyr Bessonow Wagis Chidijatulin Rinat Dassajew (TW) Waleri Gassajew Juri Gawrilow Sergei Nikulin Choren Howhannisjan Wolodymyr Pilhuj (TW) Alexander Prokopenko Oleg Romanzew Sergei Schawlo Tengis Sulakwelidse Rewas Tschelebadse Fjodor Tscherenkow Aleksandre Tschiwadse                                                        |
| 1984     | FrankreichWilliam Ayache Michel Bensoussan (TW) Michel Bibard Dominique Bijotat François Brisson Patrick Cubaynes Patrice Garande Philippe Jeannol Guy Lacombe Jean-Claude Lemoult Jean-Philippe Rohr Albert Rust (TW) Didier Sénac Jean-Christophe Thouvenel José Touré Daniel Xuereb Jean-Louis Zanon                                                                             | BrasilienAdemir Milton Cruz Luiz Henrique Dias (TW) André Luís Mauro Galvão Tonho Gilmar (TW) Kita Gilmar Popoca Silvinho Pinga Davi Paulo Santos Ronaldo Moraes Carlos Dunga Chicão Luís Carlos Winck | JugoslawienMirsad Baljić Mehmed Baždarević Vlado Čapljić Borislav Cvetković Stjepan Deverić Milko Đurovski Marko Elsner Nenad Gračan Tomislav Ivković (TW) Srečko Katanec Branko Miljuš Mitar Mrkela Jovica Nikolić Ivan Pudar (TW) Ljubomir Radanović Admir Smajić Dragan Stojković                                                                                                   | JugoslawienMirsad Baljić Mehmed Baždarević Vlado Čapljić Borislav Cvetković Stjepan Deverić Milko Đurovski Marko Elsner Nenad Gračan Tomislav Ivković (TW) Srečko Katanec Branko Miljuš Mitar Mrkela Jovica Nikolić Ivan Pudar (TW) Ljubomir Radanović Admir Smajić Dragan Stojković                                                                                                   |
| 1988     | SowjetunionAlexander Borodjuk Dmitri Charin (TW) Igor Dobrowolski Sergei Fokin Sergei Gorlukowitsch Arvydas Janonis Jewgeni Jarowenko Gela Ketaschwili Jewgeni Kusnezow Wolodymyr Ljutyj Wiktor Lossew Oleksij Mychajlytschenko Arminas Narbekovas İqor Ponomaryov Alexei Prudnikow (TW) Juri Sawitschew Igor Skljarow Wladimir Tatartschuk Oleksij Tscherednyk Wadym Tyschtschenko | BrasilienAdemir Aloísio Batista Bebeto Valdo Careca Ze Carlos (TW) André Cruz Edmar Milton Jorginho Mazinho Neto Ricardo Gomes João Paulo Romário Andrade Geovani Silva Cláudio Taffarel (TW) Luís Carlos Winck | BR DeutschlandRudi Bommer Holger Fach Wolfgang Funkel Armin Görtz Roland Grahammer Thomas Häßler Thomas Hörster Olaf Janßen Uwe Kamps (TW) Gerhard Kleppinger Jürgen Klinsmann Frank Mill Oliver Reck (TW) Karl-Heinz Riedle Gunnar Sauer Christian Schreier Michael Schulz Ralf Sievers Fritz Walter Wolfram Wuttke                                                                   | BR DeutschlandRudi Bommer Holger Fach Wolfgang Funkel Armin Görtz Roland Grahammer Thomas Häßler Thomas Hörster Olaf Janßen Uwe Kamps (TW) Gerhard Kleppinger Jürgen Klinsmann Frank Mill Oliver Reck (TW) Karl-Heinz Riedle Gunnar Sauer Christian Schreier Michael Schulz Ralf Sievers Fritz Walter Wolfram Wuttke                                                                   |
| 1992     | SpanienAbelardo José Emilio Amavisca Francisco Soler Atencia Rafael Berges Santiago Cañizares (TW) David Villabona Albert Ferrer Francisco Veza Fragoso Luis Enrique Mikel Lasa Pep Guardiola Javier Manjarín Juanma López Alfonso Gabriel Vidal Antonio Pinilla Kiko Miguel Hernández Sánchez Antonio Jiménez Sistachs (TW) Roberto Solozábal                                      | PolenDariusz Adamczuk Marek Bajor Jerzy Brzęczek Dariusz Gęsior Marcin Jałocha Andrzej Juskowiak Aleksander Kłak (TW) Andrzej Kobylański Dariusz Koseła Wojciech Kowalczyk Marek Koźmiński Tomasz Łapiński Grzegorz Mielcarski Arkadiusz Onyszko (TW) Ryszard Staniek Piotr Świerczewski Dariusz Szubert Tomasz Wałdoch Mirosław Waligóra Tomasz Wieszczycki            | GhanaJoachim Yaw Simon Addo (TW) Sammi Adjei Mamood Amadu Frank Amankwah Bernard Aryee Isaac Asare Kwame Ayew Ibrahim Dossey (TW) Mohammed Gargo Mohammed Kalilu Maxwell Konadu Samuel Kuffour Samuel Kumah Nii Lamptey Anthony Mensah (TW) Alex Nyarko Yaw Preko Shamo Quaye Olli Rahman                                                                                              | GhanaJoachim Yaw Simon Addo (TW) Sammi Adjei Mamood Amadu Frank Amankwah Bernard Aryee Isaac Asare Kwame Ayew Ibrahim Dossey (TW) Mohammed Gargo Mohammed Kalilu Maxwell Konadu Samuel Kuffour Samuel Kumah Nii Lamptey Anthony Mensah (TW) Alex Nyarko Yaw Preko Shamo Quaye Olli Rahman                                                                                              |
| 1996     | NigeriaDaniel Amokachi Emmanuel Amuneke Tijani Babangida Emmanuel Babayaro (TW) Celestine Babayaro Teslim Fatusi Victor Ikpeba Joseph Dosu (TW) Nwankwo Kanu Garba Lawal Abiodun Obafemi Kingsley Obiekwu Uche Okechukwu Jay-Jay Okocha Sunday Oliseh Mobi Oparaku Wilson Oruma Taribo West                                                                                         | ArgentinienMatías Almeyda Roberto Ayala Christian Bassedas Carlos Bossio (TW) Pablo Cavallero (TW) José Chamot Hernán Crespo Marcelo Delgado Marcelo Gallardo Claudio López Gustavo López Hugo Morales Ariel Ortega Pablo Paz Mauricio Pineda Roberto Néstor Sensini Diego Simeone Javier Zanetti                                                                       | BrasilienAldair Amaral Bebeto Roberto Carlos Flávio Conceição Danrlei (TW) Dida (TW) Zé Elias Ronaldo Guiaro André Luiz Moreira Luizão Zé María Narciso Juninho Paulista Marcelinho Paulista Rivaldo Ronaldo Sávio Bortolini Pimentel | BrasilienAldair Amaral Bebeto Roberto Carlos Flávio Conceição Danrlei (TW) Dida (TW) Zé Elias Ronaldo Guiaro André Luiz Moreira Luizão Zé María Narciso Juninho Paulista Marcelinho Paulista Rivaldo Ronaldo Sávio Bortolini Pimentel |
| 2000     | KamerunPatrice Abanda Nicolas Alnoudji Modeste M’Bami Clément Beaud Daniel Bekono (TW) Serge Branco Patrick M’Boma Joël Epalle Samuel Eto’o Carlos Kameni (TW) Daniel Ngom Kome Lauren Etame Mayer Serge Mimpo Geremi Njitap Aaron Nguimbat Patrick Suffo Pierre Womé Albert Meyong Zé                                                                                              | SpanienIván Amaya David Albelda Miguel Ángel Angulo Daniel Aranzubia (TW) Joan Capdevila Jordi Ferrón Gabri Jesús María Lacruz Albert Luque Carlos Marchena José Mari Felip Ortiz (TW) Carles Puyol Ismael Ruiz Raúl Tamudo Toni Velamazán Unai Vergara Xavi | ChileCristián Álvarez Francisco Arrué Pablo Contreras Sebastián González Javier di Gregorio (TW) David Henríquez Manuel Ibarra Claudio Maldonado Reinaldo Navia Rodrigo Núñez Rafael Olarra Patricio Ormazábal David Pizarro Pedro Reyes Mauricio Rojas Héctor Tapia Nelson Tapia (TW) Rodrigo Tello Iván Zamorano                                                                     | ChileCristián Álvarez Francisco Arrué Pablo Contreras Sebastián González Javier di Gregorio (TW) David Henríquez Manuel Ibarra Claudio Maldonado Reinaldo Navia Rodrigo Núñez Rafael Olarra Patricio Ormazábal David Pizarro Pedro Reyes Mauricio Rojas Héctor Tapia Nelson Tapia (TW) Rodrigo Tello Iván Zamorano                                                                     |
| 2004     | ArgentinienAndrés D’Alessandro Roberto Ayala Nicolás Burdisso Willy Caballero (TW) Fabricio Coloccini César Delgado Leandro Fernández Luciano Figueroa Gabriel Heinze Kily González Luis González Mariano González Germán Lux (TW) Javier Mascherano Nicolás Medina Clemente Rodríguez Gonzalo Rodríguez Maxi Rodríguez Mauro Rosales Javier Saviola Óscar Ustari (TW) Carlos Tévez | ParaguayFredy Bareiro Diego Barreto (TW) Edgar Barreto Pedro Benítez Ever Caballero (TW) José Saturnino Cardozo Ernesto Cristaldo José Devaca Osvaldo Díaz Julio César Enciso Celso Esquivel Diego Figueredo Carlos Gamarra Pablo Giménez Julio González Julio Manzur Víctor Mareco Emilio Martínez Rodrigo Romero (TW) Roque Santa Cruz Aureliano Torres Nelson Valdez | ItalienMarco Amelia (TW) Federico Agliardi (TW) Alberto Aquilani Andrea Barzagli Rolando Bianchi Daniele Bonera Cesare Bovo Giorgio Chiellini Marco Donadel Matteo Ferrari Andrea Gasbarroni Alberto Gilardino Giandomenico Mesto Emiliano Moretti Simone Del Nero Angelo Palombo Ivan Pelizzoli (TW) Giampiero Pinzi Andrea Pirlo Alessandro Potenza Daniele De Rossi Giuseppe Sculli | ItalienMarco Amelia (TW) Federico Agliardi (TW) Alberto Aquilani Andrea Barzagli Rolando Bianchi Daniele Bonera Cesare Bovo Giorgio Chiellini Marco Donadel Matteo Ferrari Andrea Gasbarroni Alberto Gilardino Giandomenico Mesto Emiliano Moretti Simone Del Nero Angelo Palombo Ivan Pelizzoli (TW) Giampiero Pinzi Andrea Pirlo Alessandro Potenza Daniele De Rossi Giuseppe Sculli |
| 2008     | ArgentinienLautaro Acosta Sergio Agüero Éver Banega Diego Buonanotte Ángel Di María Federico Fazio Fernando Gago Ezequiel Garay Ezequiel Lavezzi Javier Mascherano Lionel Messi Fabián Monzón Nicolás Navarro (TW) Nicolás Pareja Juan Román Riquelme Sergio Romero (TW) José Ernesto Sosa Óscar Ustari (TW) Pablo Zabaleta                                                         | NigeriaOlubayo Adefemi Dele Adeleye Ebenezer Ajilore Efe Ambrose Victor Anichebe Onyekachi Apam Emmanuel Ekpo Ikechukwu Ezenwa (TW) Isaac Promise Monday James Sani Kaita Chinedu Obasi Victor Obinna Peter Odemwingie Chibuzor Okonkwo Solomon Okoronkwo Oladapo Olufemi Ambruse Vanzekin (TW)                                                                         | BrasilienDiego Alves (TW) Anderson Breno Diego Hernanes Ilsinho Jô Lucas Marcelo Thiago Neves Alexandre Pato Rafinha Ramires Renan (TW) Ronaldinho Alex Silva Thiago Silva Rafael Sóbis | BrasilienDiego Alves (TW) Anderson Breno Diego Hernanes Ilsinho Jô Lucas Marcelo Thiago Neves Alexandre Pato Rafinha Ramires Renan (TW) Ronaldinho Alex Silva Thiago Silva Rafael Sóbis |
| 2012     | MexikoJavier Aquino Néstor Araujo Dárvin Chávez Jesús Corona (TW) Javier Cortés Jorge Enríquez Héctor Herrera Israel Jiménez Raúl Jiménez Hiram Mier Marco Fabián Oribe Peralta Miguel Ángel Ponce Diego Antonio Reyes José Rodríguez Carlos Salcido Giovani dos Santos Néstor Vidrio                                                                                               | BrasilienLeandro Damião Danilo Gabriel (TW) Ganso Hulk Juan Jesus Lucas Moura Marcelo Neto (TW) Neymar Oscar Alexandre Pato Rafael Rômulo Alex Sandro Sandro Thiago Silva Bruno Uvini | SüdkoreaBaek Sung-dong Hwang Seok-ho Ji Dong-won Jung Sung-ryong (TW) Jung Woo-young Ki Sung-yong Kim Bo-kyung Kim Chang-soo Kim Hyun-sung Kim Kee-hee Kim Young-gwon Koo Ja-cheol Lee Bum-young (TW) Nam Tae-hee Oh Jae-suk Park Jong-woo Park Chu-young Yun Suk-young | SüdkoreaBaek Sung-dong Hwang Seok-ho Ji Dong-won Jung Sung-ryong (TW) Jung Woo-young Ki Sung-yong Kim Bo-kyung Kim Chang-soo Kim Hyun-sung Kim Kee-hee Kim Young-gwon Koo Ja-cheol Lee Bum-young (TW) Nam Tae-hee Oh Jae-suk Park Jong-woo Park Chu-young Yun Suk-young |
| 2016     | BrasilienFelipe Anderson Renato Augusto Gabriel Barbosa Rodrigo Caio Rodrigo Dourado Luan Garcia Gabriel Jesus Thiago Maia Marquinhos Neymar Rafinha Douglas Santos Uilson (TW) Luan Vieira Walace Wéverton (TW) William Zeca | DeutschlandRobert Bauer Lars Bender Sven Bender Julian Brandt Max Christiansen Matthias Ginter Serge Gnabry Leon Goretzka Timo Horn (TW) Jannik Huth (TW) Lukas Klostermann Philipp Max Max Meyer Eric Oelschlägel (TW) Nils Petersen Grischa Prömel Davie Selke Niklas Süle Jeremy Toljan                                                                              | NigeriaAbdullahi Shehu Junior Ajayi Daniel Akpeyi (TW) Stanley Amuzie Emmanuel Daniel (TW) Saturday Erimuya Oghenekaro Etebo Imoh Ezekiel Kingsley Madu Muhammed Usman John Obi Mikel Azubuike Okechukwu Umar Sadiq Saliu Popoola Seth Sincere William Troost-Ekong Ndifreke Udo Aminu Umar                                                                                            | NigeriaAbdullahi Shehu Junior Ajayi Daniel Akpeyi (TW) Stanley Amuzie Emmanuel Daniel (TW) Saturday Erimuya Oghenekaro Etebo Imoh Ezekiel Kingsley Madu Muhammed Usman John Obi Mikel Azubuike Okechukwu Umar Sadiq Saliu Popoola Seth Sincere William Troost-Ekong Ndifreke Udo Aminu Umar                                                                                            |
| 2020     | BrasilienAbner Dani Alves Antony Guilherme Arana Bruno Guimarães Claudinho Matheus Cunha Diego Carlos Douglas Luiz Malcom Matheus Henrique Gabriel Martinelli Gabriel Menino Nino Paulinho Reinier Richarlison Santos (TW) | SpanienMarco Asensio Dani Ceballos Marc Cucurella Eric García Bryan Gil Óscar Gil Mikel Merino Óscar Mingueza Rafa Mir Juan Miranda Jon Moncayola Dani Olmo Mikel Oyarzabal Pau Pedri Javi Puado Unai Simón (TW) Carlos Soler Jesús Vallejo Martín Zubimendi | MexikoEduardo Aguirre Érick Aguirre Roberto Alvarado Jesús Alberto Angulo Jesús Ricardo Angulo Uriel Antuna Fernando Beltrán Sebastián Córdova José Joaquín Esquivel Diego Lainez Vladimir Loroña Henry Martín César Montes Adrián Mora Guillermo Ochoa (TW) Carlos Rodríguez Luis Romo Jorge Sánchez Johan Vásquez Alexis Vega                                                        | MexikoEduardo Aguirre Érick Aguirre Roberto Alvarado Jesús Alberto Angulo Jesús Ricardo Angulo Uriel Antuna Fernando Beltrán Sebastián Córdova José Joaquín Esquivel Diego Lainez Vladimir Loroña Henry Martín César Montes Adrián Mora Guillermo Ochoa (TW) Carlos Rodríguez Luis Romo Jorge Sánchez Johan Vásquez Alexis Vega                                                        |
| 2024     | SpanienÁlex Baena Pablo Barrios Adrián Bernabé Sergio Camello Pau Cubarsí Eric García Joan García (TW) Sergio Gómez Miguel Gutiérrez Alejandro Iturbe (TW) Diego López Fermín López Juan Miranda Cristhian Mosquera Samu Omorodion Aimar Oroz Jon Pacheco Marc Pubill Abel Ruiz Juanlu Sánchez Arnau Tenas Beñat Turrientes                                                         | FrankreichMaghnes Akliouche Loïc Badé Rayan Cherki Joris Chotard Andy Diouf Désiré Doué Arnaud Kalimuendo Manu Koné Alexandre Lacazette Johann Lepenant Bradley Locko Castello Lukeba Soungoutou Magassa Jean-Philippe Mateta Chrislain Matsima Enzo Millot Obed Nkambadio (TW) Michael Olise Guillaume Restes (TW) Kiliann Sildillia Adrien Truffert                   | MarokkoIlias Akhomach Oussama El Azzouzi Benjamin Bouchouari Mehdi Boukamir Abde Ezzalzouli Rachid Ghanimi (TW) Achraf Hakimi Munir El Kajoui (TW) Yassine Kechta Bilal El Khannous Haytam Manaout Mehdi Maouhoub Akram Nakach Zakaria El Ouahdi Soufiane Rahimi Amir Richardson Eliesse Ben Seghir Adil Tahif Oussama Targhalline                                                     | MarokkoIlias Akhomach Oussama El Azzouzi Benjamin Bouchouari Mehdi Boukamir Abde Ezzalzouli Rachid Ghanimi (TW) Achraf Hakimi Munir El Kajoui (TW) Yassine Kechta Bilal El Khannous Haytam Manaout Mehdi Maouhoub Akram Nakach Zakaria El Ouahdi Soufiane Rahimi Amir Richardson Eliesse Ben Seghir Adil Tahif Oussama Targhalline                                                     |